# Leptopelis vermiculatus
Leptopelis vermiculatus är en groddjursart som först beskrevs av George Albert Boulenger 1909.  Leptopelis vermiculatus ingår i släktet Leptopelis och familjen Arthroleptidae. IUCN kategoriserar arten globalt som sårbar. Inga underarter finns listade i Catalogue of Life.